# Wałachówka
Wałachówka (ukr. Валахівка) – dawniej samodzielna wieś na Ukrainie w rejonie zbaraskim należącym do obwodu tarnopolskiego. Obecnie należy do wsi Stryjówka. Stanowi zachodnią część Stryjówki.

## Historia
Wałachówka to dawniej samodzielna wieś. W II Rzeczypospolitej stanowiła gminę jednostkową Wałachówka w powiecie zbaraskim w województwie tarnopolskim.
1 sierpnia 1934 r. w ramach reformy na podstawie ustawy scaleniowej Wałachówka weszła w skład nowej zbiorowej gminy Czernichowce, gdzie we wrześniu 1934 utworzyła gromadę.
Po wojnie włączone w struktury ZSRR.